# تاتیان

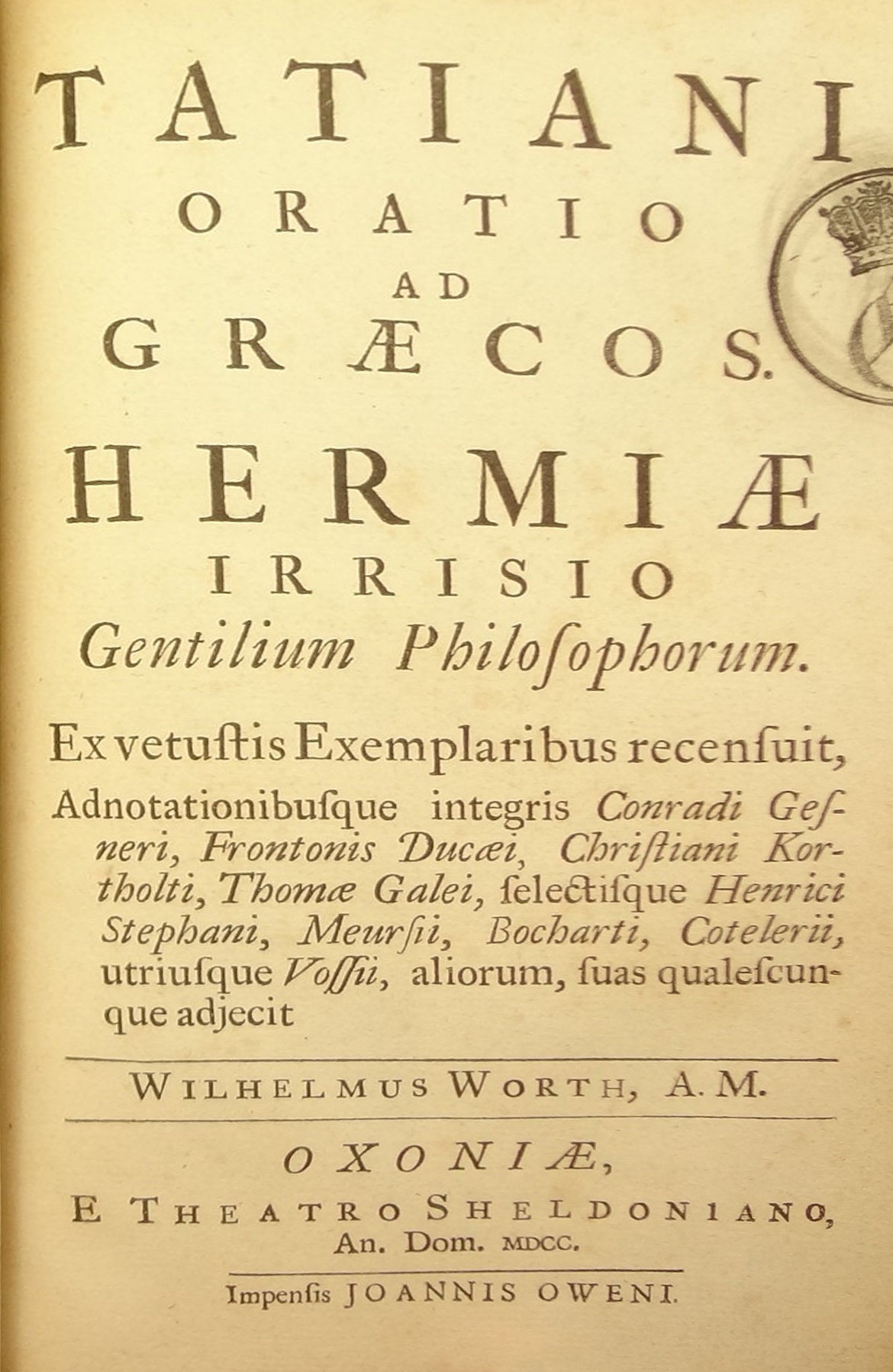
یکی از آثار تاتیان

تاتیان نویسنده مسیحی سوری قرن دوم میلادی بود که در آشور زاده شد، در روم برآمد و تحت تأثیر یوستین شهید به مسیحیت گروید. تاتیان در حدود ۱۷۳ میلادی دگراندیش (بدعت‌گذار) شد.
او دیاتسارون و دفاعیه‌های متعددی را نوشت، که از آنها تنها یکی در دست است، دفاع از مسیحیت در برابر مشرکان (حدود ۱۵۰ تا ۱۶۵) و موسوم به گفتگو با یونانیان. اطلاعات گاه‌شناسی موجود در این اثر مورد استفادهٴ گاه‌نامه‌نگاران مسیحی قرار گرفت، از قبیل یولیوس آفریکانوس و غیره.